# Добри До (археолошко налазиште)
Добри До је археолошко налазиште које је лоцирано у селу Добри До, у општини Пећ. Према налазима локалитет је датован у 8. век п. н. е. до 6. века. Припада периоду од касног гвозденог доба и рановизантијског периода.